# Auguste Salzmann

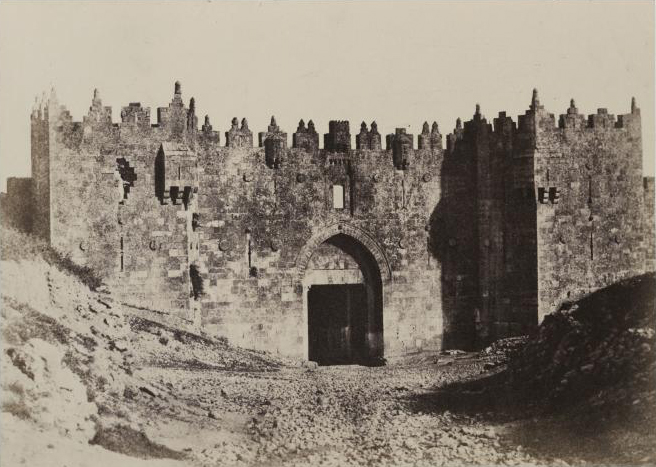
Auguste Salzmann: Damašská brána, Jeruzalém, 1856

Auguste Salzmann (14. dubna 1824 Ribeauvillé, Alsasko – 24. února 1872 Paříž) byl francouzský archeolog, malíř a průkopník archeologické fotografie.

## Život a dílo
Salzmann pocházel z bohaté rodiny podnikatelů z Alsaska. Byl přítelem Eugèna Fromentina, se kterým v roce 1847 odjel do Alžírska. V roce 1851 se během pobytu v Egyptě setkal s egyptologem Augustem Mariettem, díky kterému začal mít zájem o archeologii.
Salzman je průkopníkem krajinářské fotografie a náboženských scén, byl jedním z prvních, kdo začal fotografií podporovat archeologii. Společně s Louisem de Clercq jsou nejvýznamnějšími fotografy období kalotypie, v jejichž díle dominuje Egypt. Jeho fotografie z roku 1854 z Jeruzaléma na toto téma jsou inspirovány archeologem Féliciena de Caignarta Saulcyho.
V roce 1853 požádal francouzskou vládu o podporu mise na ostrově Rhodos, kde chtěl studovat stavby příslušníků Maltézského řádu. Ve skutečnosti se však 12. prosince 1853 nevydal na Rhodos, ale do Jeruzaléma. Zajímal se především o spor, kterým se začal zabývat Félix de Saulcy v roce 1851 a pak v roce 1853 publikoval ve své knize Voyage autour de la mer morte (Výlet k Mrtvému moři). Otázka se týkala především věku hradeb Jeruzaléma.
Jakmile se Salzman o Saulcyho problému dozvěděl, změnil své plány na poslední chvíli: „Ve víře vědy jsme změnil cíl své cesty, abych prokázal skutečnou službu. Prohlédl jsem všechny památky v Jeruzalémě a fotografoval hlavně ty, jejichž původ byl sporný.“ V Jeruzalémě pobýval čtyři měsíce až do doby, kdy jej k návratu donutila horečka. Z výletu s sebou přivezl téměř 200 fotografií.
Nejúžasnější snímky v jeho albu Jerusalem, který obsahuje celkem 174 fotografií, jsou bezpochyby architektonické detaily stěn Jeruzaléma a fragmentů z vykopávek, které učinil, aby působila jako „tvrdá fakta“. Salzmann harmonicky spojil své kvality malíře se svou odborností archeologa. Jeho komponované pohledy na architektonické detaily jsou velmi vyrovnané. V albu lze nalézt také pěkný pohled do údolí Jóšafat, Betléma a Jeruzaléma. Z dnešního pohledu je Salzmannovo album, ve srovnání s klasickým zobrazením prací Maxime Du Campa, opatřeno větší estetickou bohatostí.
Album bylo vydáno v roce 1856 na svou dobu s přehnanou cenou 1400 franků. Možná také právě proto nemělo stejný komerční úspěch jako album fotografa Du Campa.
Časopis Le Tour du monde reprodukoval v roce 1860 několik jeho snímků jako dřevoryty.

## Galerie

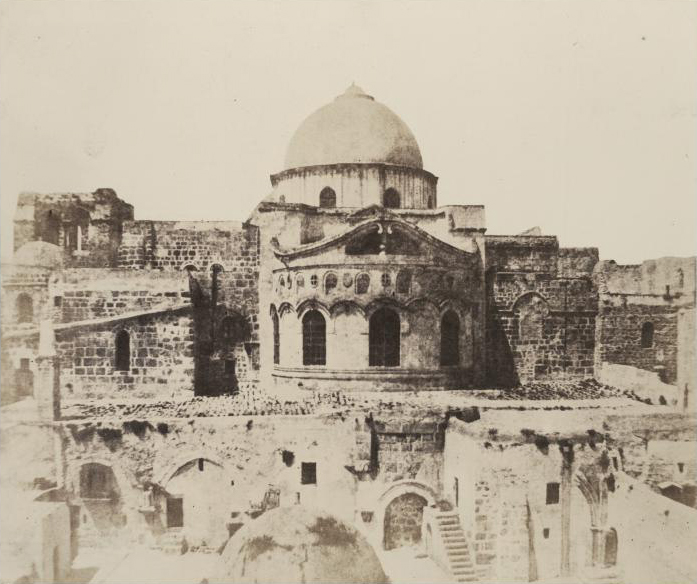
Saint Sépulcre, absida (Jeruzalém)
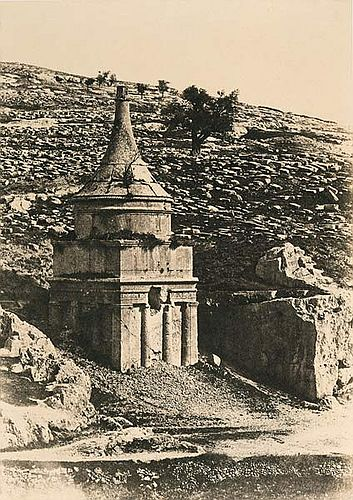
Tombeau d’Absalon (Jeruzalém)
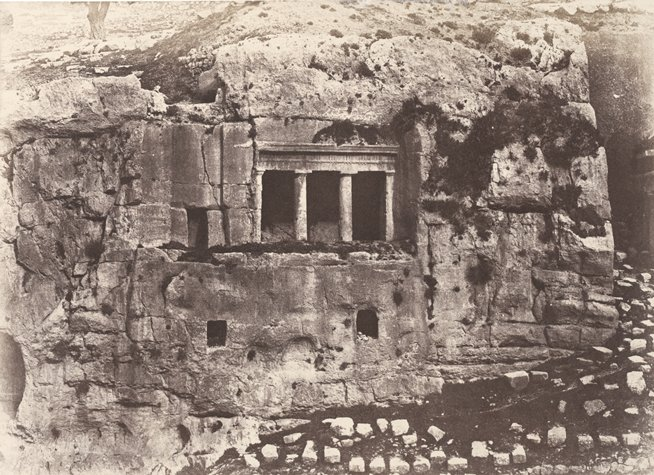
Tombeau de Saint-Jacques, vallée de Josaphat
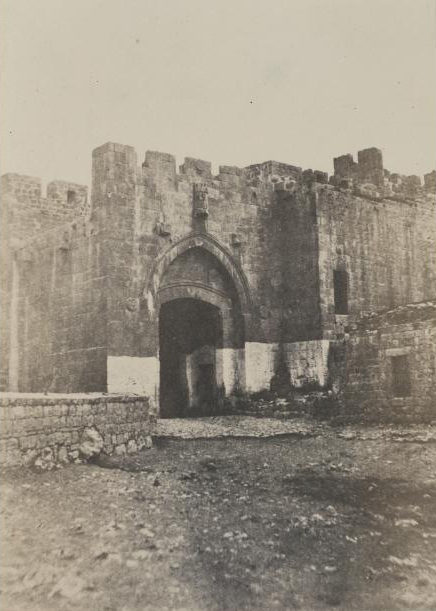
Porte de Jaffa, intérieur (Jeruzalém)
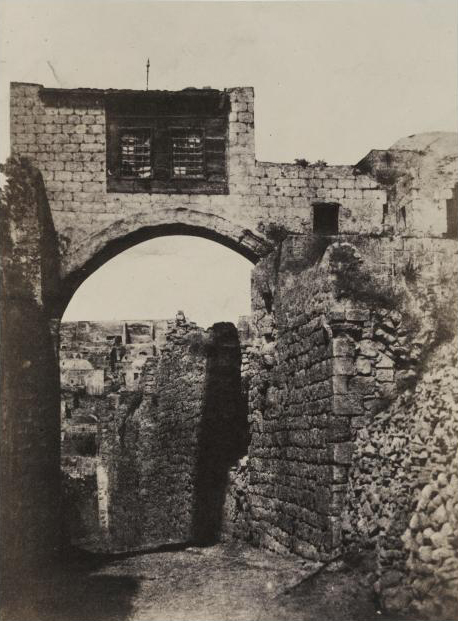
Arc de l’Ecce Homo (Jeruzalém)
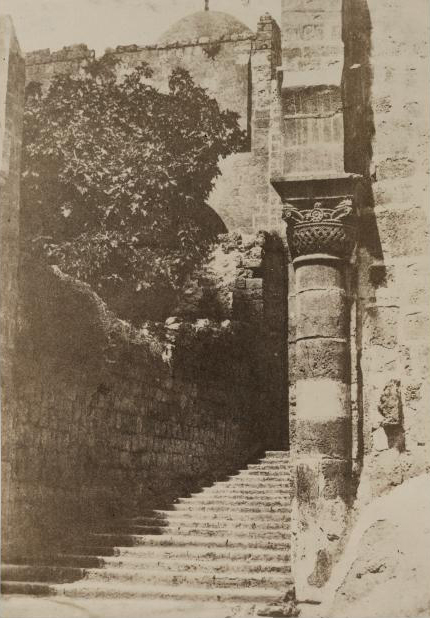
Colonne du parvis, Saint Sépulcre (Jeruzalém)
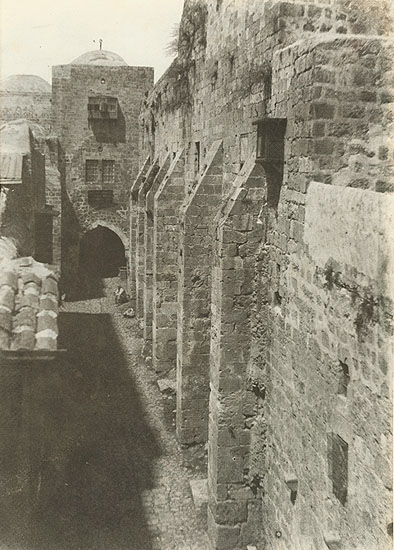
Saint-Sepulcre, Jeruzalém
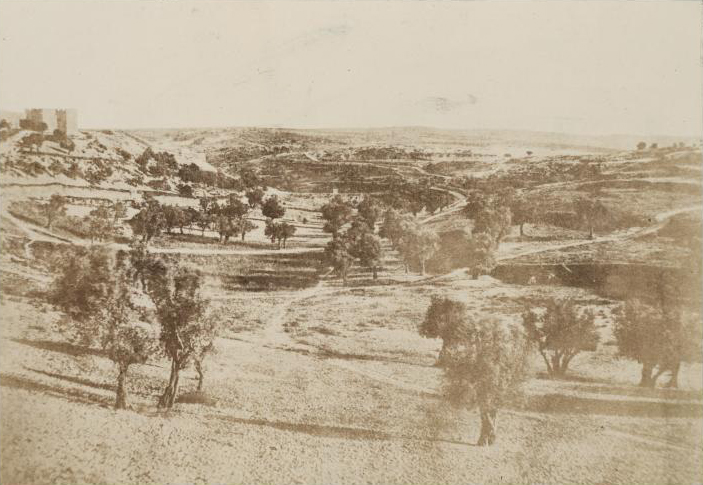
Chemin de Beit-Lehem, Jeruzalém, 1856

## Dílo
- Jerusalem: études et reproductions photographiques de la Ville Sainte depuis l’époque judaïque jusqu’à nos jours (2 svazky, 1856)